# Medvedivka, Volociîsk
Medvedivka (în ucraineană Медведівка) este un sat în comuna Bokîiivka din raionul Volociîsk, regiunea Hmelnîțkîi, Ucraina.

## Demografie
Componența lingvistică a localității Medvedivka
     Ucraineană (98,53%)
     Rusă (1,47%)
Conform recensământului din 2001, majoritatea populației localității Medvedivka era vorbitoare de ucraineană (98,53%), existând în minoritate și vorbitori de rusă (1,47%).